# Ekoxe

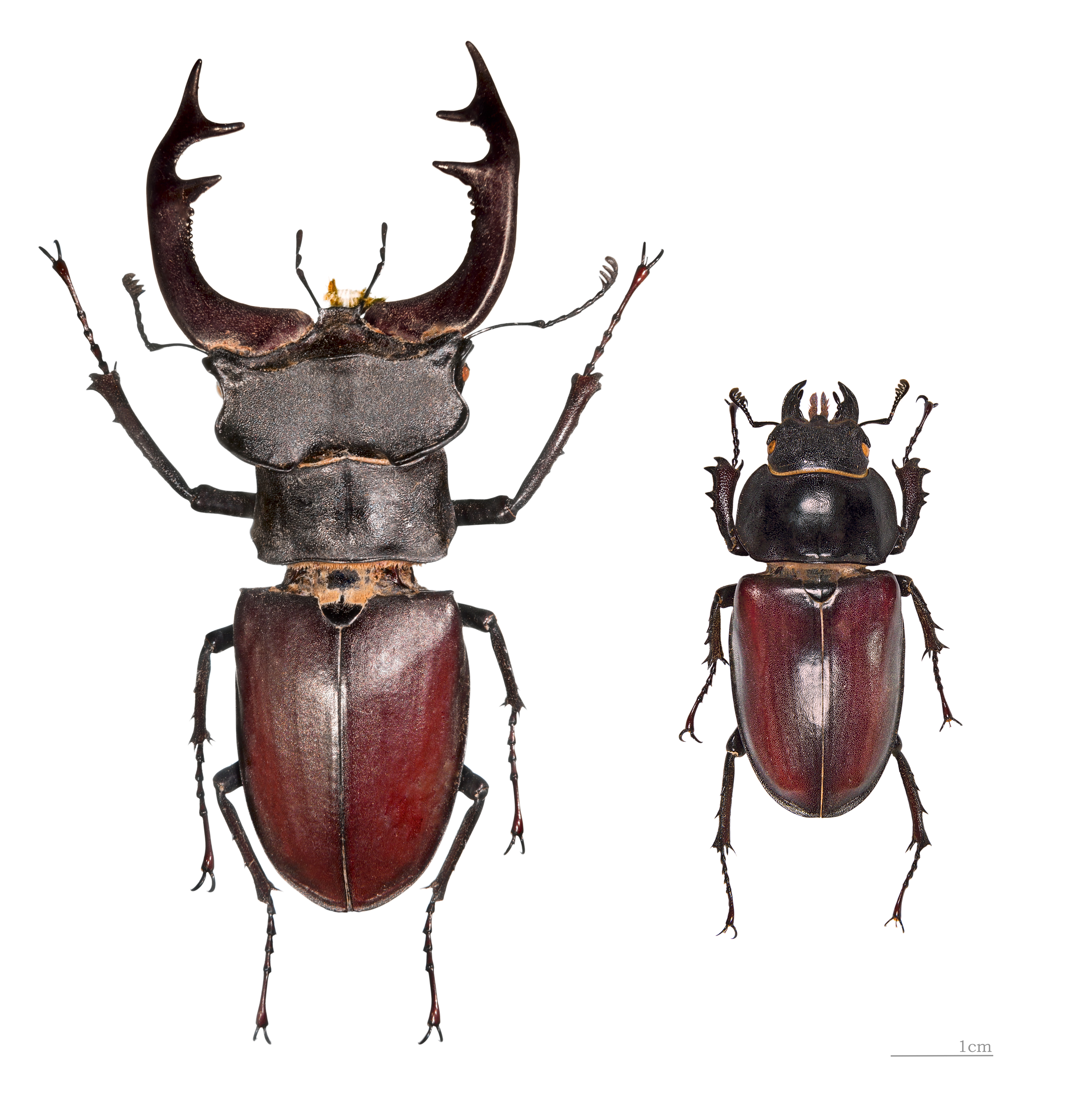
Lucanus cervus

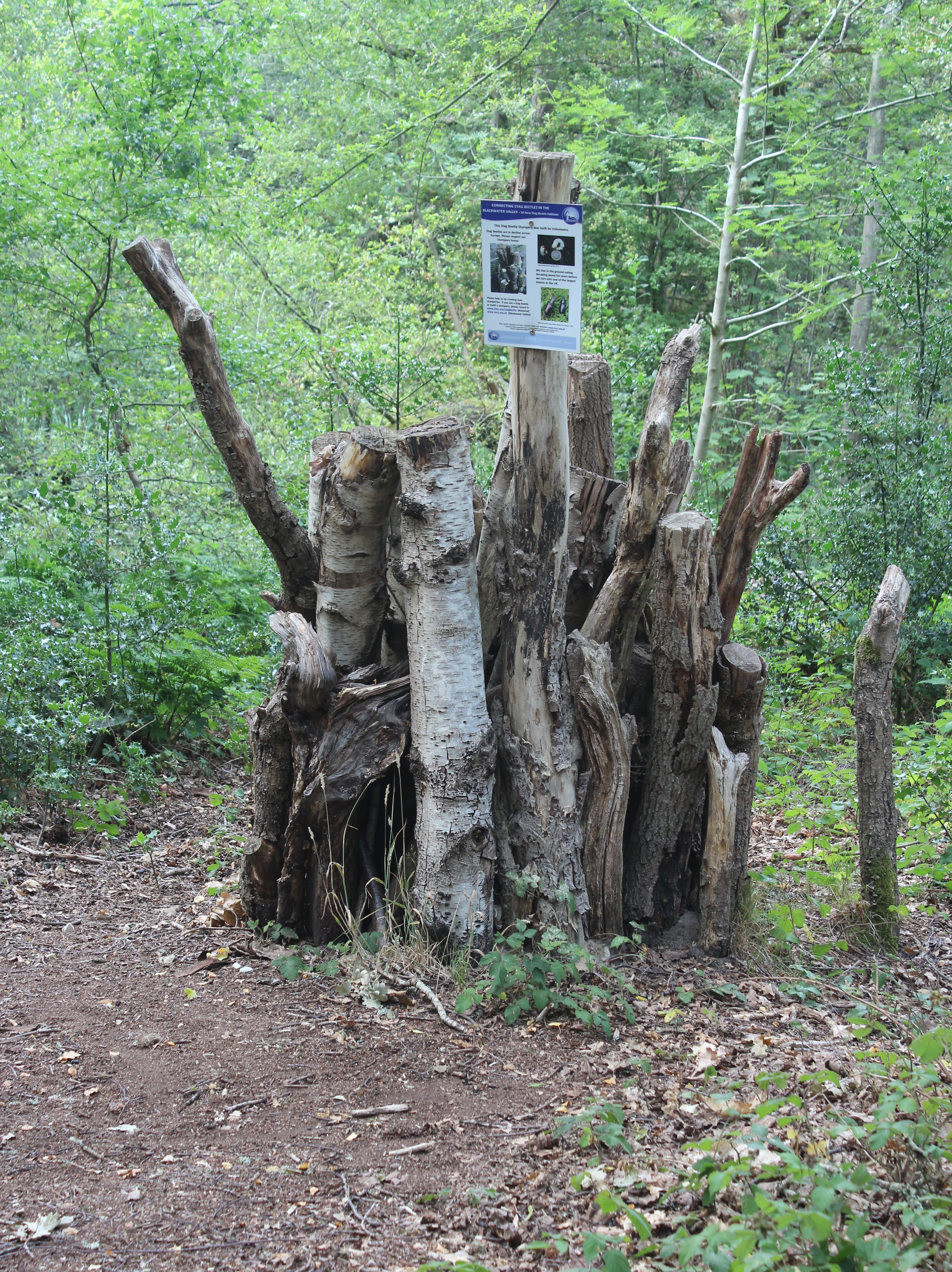
En stumperi i södra England som ger en konstgjord livsmiljö för ekoxen.

Ekoxe (Lucanus cervus) är en skalbagge som tillhör familjen ekoxbaggar. Den är Europas största skalbaggeart och påträffas främst i anslutning till gamla ekar.

## Utseende
Ekoxens storlek i kombination med dess mycket karakteristiska utseende, mörkbrun till brunsvart med robust kroppsbyggnad, gör arten lätt att känna igen. Speciellt hanarna är med sina stora överkäkar omöjliga att förväxla med skalbaggshanar av någon annan art. En hane kan, medräknat de stora överkäkarna, uppnå en kroppslängd av cirka 8,5 centimeter. Honan är ungefär hälften så stor (omkring 4 centimeter) och har mycket mindre överkäkar. Larven är cirka tio cm lång. Larven förpuppas en bit ner i marken i en kokong nästan lika stor som ett hönsägg. 

## Utbredning
Ekoxen är en palearktisk art som förekommer i södra, centrala och delar av norra Europa. Utbredningsområdet sträcker sig från norra Spanien och delar av Portugal i väst till i östra Ryssland i öst. De sydligaste populationerna finns i Turkiet och de nordligaste i Skandinavien. Den förekommer också i Storbritannien, dock endast i söder och främst i sydost. I Wales förekommer en mycket fragmenterad population. I Europa är den bara lokalt vanlig, framförallt i Tyskland, med undantag för högre liggande områden. Längs kanterna av utbredningsområdet är populationerna fragmenterade. I norr utgörs gränsen för utbredningsområdet av vintertemperarturen som gör att larven inte kan utvecklas.

### Förekomst i Sverige
Ekoxen finns främst i ekskog i delar av Götaland samt Uppland. Vid en inventering 2013 noterades 700 förekomster under fyra veckors tid. De flesta noteringarna skedde i Kalmar län, knappt före Blekinge län och Östergötlands län. Vanligaste fyndorter var Ronneby, Nättraby, Oskarshamn, Färjestaden samt Rimforsa. Mer spridda rapporter inkom under inventeringen från Skåne, Halland, Jönköpings län och Stockholms län. Obekräftade rapporter kom också från flera tidigare ej kända fyndorter, som exempelvis Ekerö och Vätternbranterna i Östergötland.

## Ekologi
Det tar cirka fem år för larven att utvecklas, men som fullvuxen lever ekoxen bara några veckor, från midsommar och framåt. Imagostadiet inleds i mitten av juni och ekoxarna kan då ses flyga i skymningen högt uppe i trädkronorna, med kroppen i 45 graders vinkel. Svärmningen äger rum ljumma kvällar runt midsommar. Hanen dör efter parningen och honan dör efter äggläggningen i slutet på sommaren.
Larven lever främst i stubbar (som kan bli helt uppätna) och döda rotdelar av ek, men även i sågspånsved av bland annat björk, bok och hassel. Som fullvuxen livnär den sig på sav från gamla ekar.
De stora överkäkarna används när hanarna konkurrerar om honorna i parningstider, genom att två hanar mäter sina krafter tills den svagare hanen ger upp. Den starkare hanen visar upp sig för honan och därefter sker parningen.
Skalbaggen gynnas av värme och solbelysta ekar. Ett naturligt hot utgörs av vildsvin som gärna äter larverna.

## Ekoxen och människan

### Hot och status
Ekoxen missgynnas av att ekbestånd trängs undan av mer konkurrenskraftiga trädslag. Den omfattas av EU:s habitatdirektiv, bilaga 2, och skyddas genom Natura 2000.

#### Status i Sverige
I Sverige är ekoxen fridlyst. Ekoxen var upptagen som nära hotad (missgynnad) på 2005 års rödlistning över hotade arter. I 2010 års rödlista anges att arten fanns på ca 200 lokaler och att arten inte längre betraktas som hotad i landet som helhet.I rödlistningsbedömningarna 2015 och 2020 ökade antalet kända lokaler med ekoxe till ca 1250, och arten klassas som livskraftig (LC, Least Concern).

### I kulturen
Ekoxen är Blekinges landskapsdjur. Djuret smyckar även ishockeylaget Karlskrona HK:s logga där figuren har en central roll på emblemet.

### Namn
Artnamnet cervus är latin för hjort. Hannarnas stora överkäkar kan påminna om hjortens horn. Ett annat, mindre vanligt namn för ekoxe i svenska språket är just hjortbagge. Ekoxe förekommer sällsynt också på Gotland, där den även kallas för honnbagge.